# Anabarhynchus kroeberi
Anabarhynchus kroeberi är en tvåvingeart som beskrevs av Lyneborg 2001. Anabarhynchus kroeberi ingår i släktet Anabarhynchus och familjen stilettflugor. Inga underarter finns listade i Catalogue of Life.